# 福翁百話
『福翁百話』（ふくおうひゃくわ、旧字体：福󠄁翁󠄂百話）は、福澤諭吉の著書のひとつ。ひとつひとつ独立した100話からなるエッセイ集である。
続篇に『福翁百余話』（ふくおうひゃくよわ、旧字体：福󠄁翁󠄂百餘話）がある。これも独立した19話からなる。

## 成立
『福翁百話』は、新聞『時事新報』紙に、1896年（明治29年）2月25日に序言が掲載され、同年3月1日から連載を開始し、1897年（明治30年）7月4日まで掲載された。さらに、同年7月20日に時事新報社から単行本が発行された。
『福翁百余話』は、新聞『時事新報』紙に、1897年（明治30年）9月1日から12月26日まで第1話から第13話が掲載され、1898年（明治31年）1月1日に第14話が掲載され、1900年（明治33年）1月1日から2月11日に第15話から第19話が掲載された。さらに、1901年（明治34年）4月25日に時事新報社から単行本が発行された。
また、1902年（明治35年）6月25日には、2冊を合せた『福翁百話・福翁百余話』（時事新報社）が発行された。さらに、1909年（明治42年）10月22日には、ポケット版の『ポッケット福翁百話 附.福翁百余話』（時事新報社）が発行された。

## 内容
以下、国立国会図書館デジタルコレクションの『福翁百話』から原文の引用を含む。

### 宇宙観
第1話の「宇宙」において、次のように宇宙観を述べている。
そして、星々の数は「何千萬億（）」の限りもないもので、
と述べる。逆に小さなものに目を向けてみると、
 という。そして、この宇宙に広大な銀河から微生物に至るまで同じ法則が成り立っていることこそ不可思議であって、「思議（）す可らざるを思議（）し想像（）すれば唯ます〳〵人智（）の薄󠄁弱󠄁（）なるを發明󠄁（）するのみ」と結んでいる。

### 人生観
第7話の「人間の安心」において次のように人生観を述べている。
そして、人間は芥子粒のような地球上で生まれ、死んでいく存在にすぎない。さらに、
である。しかしながら、「既󠄀に世界（）に生れ出たる上は蛆蟲（）ながらも相應（）の覺悟（）なきを得ず」と述べる。それでは、その覚悟とは何かというと、
とする。この覚悟を持ってこそ「萬物（）の靈（）として人閒󠄁の獨（）り誇る所󠄁のものなり」ということになる。

### 処世観
第13話の「事物を軽く視て始めて活溌なるを得べし」において次のように処世観を述べている。
そして、例えば囲碁や将棋の勝負においても、是非とも勝とうとする者は却って負けると述べて、「浮󠄁世（）を棄（）るは卽ち浮󠄁世を活潑（）に渡（）るの根本（）なりと知る可し」と締めくくる。

### 宗教観
第17話の「造化と争ふ」において次のように宗教観を述べている。ここで、「造化（）」とは宇宙の創造者のことを意味する。
と考えてみると、天は単に人に元手（）を貸すだけで、その借用人（）が不注意（）ならば元手を取り返すもののようだ。それだけではなく、
さらに、天は秘密を守って、なかなか人に教えようとせず、人を病気にさせても治療法を人に授けないし、蒸気や電力などもずっと秘密にしていて最近になってやっと少しだけ人に示すようになったのだ。とすれば、
ということになる。最近は世界開明の時代と言われているが、天の力は無限で、その秘密も際限ないものであるから、「後五百年も五千年もいよ〳〵其力を制（）して跋扈󠄁（）を防（）ぎ其祕密を摘發（）して之を人事（）に利用（）するは卽ち是れ人閒󠄁（）の役目（）なり」と結論づける。

## 特徴
『福翁百話』の特徴は、最晩年の宇宙観、人生観、処世観、宗教観などを率直に語っている所にある。序言によると、自宅に客を呼んで話した話題を書き溜めて、合計100話になったので、この機会に発表することになったのである。

## 『福翁百話』の執筆時期

### 1893年（明治26年）～1895年（明治28年）執筆説
服部禮次郎は『福翁百話』の執筆時期について、「『福翁百話』の各編は、明治二十六（一八九三）年から同二十八（一八九五）年ごろにかけて執筆されたといわれている」と解説している。この説は石河幹明が『福澤諭吉伝』第3巻の713頁で「先生は其頃「福翁百話」の起草中にて､｢時事新報」の論説は著者等に意を授けて書かしむることが多かつたが、朝鮮事件の切迫するや日々出社し非常の意気込を以て自から社説の筆を執られ」と記した記述に基づいている。この説によると、日清戦争中においては『時事新報』の論説を執筆し、日清戦争の前後に『福翁百話』を執筆したことになる。

### 1893年（明治26年）～1894年（明治27年）執筆説
この説は石河幹明が『福澤諭吉伝』第3巻の257頁で「明󠄁治二十六年「福󠄁翁󠄂百話」の著󠄁述󠄁に着手せられ、其稿を終󠄁つて未だこれを公󠄁にされなかつた中、朝󠄁鮮事件から日淸戰爭を惹起󠄁し時局が重大となつたので、既󠄀に脫稿した「福󠄁翁󠄂百話」の公󠄁表を見合せて」と記し、その記述に基づき富田正文が現行版『福澤諭吉全集』第6巻（初版）の後記に「明󠄁治二十六年に起󠄁稿して二十七年春に百編󠄁を脫稿し」と解説した記述に基づいている。この説によると、日清戦争が勃発する前に『福翁百話』を執筆して脱稿し、日清戦争中においては『時事新報』の論説を執筆したことになる。

### 1895年（明治28年）執筆説
しかし、1959年（昭和34年）に現行版『福澤諭吉全集』第6巻（初版）が発行された後に、塾員の伊藤喜一やその他の人から、
1. 1896年（明治29年）2月25日発行の『時事新報』（4525号）に掲載された同年2月15日付の『福翁百話』の序言で福澤本人が「去年來閑を偸んで筆を執り」と記している[8][注釈 3]。
2. 『福翁百話』第62話の「國は唯前󠄁進󠄁す可きのみ」で福澤本人が「今は二十八年にして」と記している[10]。
3. 『福翁百話』第64話の「言論尙ほ自由ならざるものあり」で福澤本人が「嘉永癸丑の開國より明󠄁治二十八年に至るまで」と記している[11]。
4. 1896年（明治29年）3月31日付の日原昌造宛書翰に福澤本人が「去年來書きは書いたものゝ」と記している。

という指摘があり、さらに1896年（明治29年）2月25日発行の『時事新報』（4525号）に掲載された『福翁百話』の紹介文においても「福󠄁澤先生が去年來心を籠めたる福󠄁翁󠄂百話」と記されていることもあり、1970年（昭和45年）に出版された現行版『福澤諭吉全集』第6巻（再版）の巻末の#再版追記において、富田は「「福󠄁翁󠄂百話」が日淸戰爭以前󠄁に既󠄀に脫稿されてゐたとの說は疑はしい」と認めて、『福翁百話』の執筆時期について「明󠄁治二十八年中に百編󠄁を脫稿し」たものであると訂正した。

### 福沢ルネサンスとの関係
日本思想史研究者の平山洋によると、石河幹明によって1932年（昭和7年）に出版された『福澤諭吉伝』と1933年（昭和8年）から1934年（昭和9年）にかけて出版された昭和版『続福澤全集』により「福沢ルネサンス」といわれる福澤の再評価がなされたという。
　伝記と全集の編纂が成し遂げられたことによって、「福沢ルネサンス」とでもいうべき思想運動が生じたのは事実である。ただしその運動は、それまで知られていなかったアジアへの勢力拡大を声高に主張する国権皇張論者としての福沢を、戦時局にあって役立てようとするものであった。さらにその背後には、あの楠公権助論の福沢が『時事新報』の社説ではかくも積極的な戦争煽動論説をあれ程大量に書いていたのか、という率直な驚きがあった。

例えば、「第二次世界大戦中に出版された、元東京日日新聞記者川辺真蔵の『報道の先駆者福沢諭吉』（一九四二・九）」は「大正版と昭和版の「時事論集」に基づいて、ジャーナリストとしての福沢を描き出した作品である」が、「この本のテーマはそれまでに知られていなかった侵略的思想家としての福沢を描くことを目的にしていた」のであり、「その執筆の動機について、元同僚の高石真五郎が「序」において次のように述べている」ことからも当時の率直な驚きが分かる。
ところが「福󠄁地櫻癡」を綴つている閒󠄁に、川邊君は今度は福󠄁澤先生が大きな國權擴張論者󠄁であるといふことを發見して、少々亢奮したやうだ。それといふのは、世の中には福󠄁澤先生が非常な國權主󠄁義者󠄁であつた眞の姿󠄁を知らない人が多い。川邊君も恐󠄁らくそれに近󠄁い仲閒󠄁の一人ではなかつたかと思ふ。川邊君はそこまで私に吿白しなかつたけれども、とに角、此書において、著󠄁者󠄁は福󠄁澤先生が秀れた愛國者󠄁であり、國權主󠄁義者󠄁であり、國家膨張の急󠄁先鋒であつたといふことを主󠄁たるテーマにしてゐる。いひ換へれば著󠄁者󠄁は、國權主󠄁義者󠄁福󠄁澤諭󠄀吉を描くことに主󠄁力をそゝゐだのだ。

そして、石河幹明が『福翁百話』の執筆時期を日清戦争前と主張した理由は、もしも『福翁百話』の執筆時期が日清戦争中とすると日清戦争中に『時事新報』に掲載された大量の戦争煽動論説が書けなくなってしまうからだという。
伝記からの引用には、日清戦争直前に執筆中の『福翁百話』を中断し、時事論説に集中した旨が示されている。しかし『福翁百話』を書いたのが戦争中の九五年であったということは、その序言（九六・二・二五）に福沢自ら「去年来閑を偸んで筆を執り」(現行版⑥一九七頁)と記していることから明らかである。この伝記の明白な虚偽は、もし戦争中に『福翁百話』を書いていたとなれば、同時期に大量に執筆していたはずの戦争煽動論説を、書けなくなってしまう、からである。
そして、平山洋によると「日清戦争中の論説のほとんどは石河の執筆である」という。

福澤の晩年において論説がどのように執筆されていたかを、福澤自身が1899年（明治32年）に出版された『福翁自伝』の「老余の半生」で以下のように語っている。
倂（）し私も次󠄁第（）に年をとり何時（）までもコンな事に勉󠄀强（）するでもなし老餘（）は成󠄁（）る丈󠄁（）け閑靜（）に日を送󠄁（）る積（）りで新聞紙の事も若（）い者󠄁に讓（）り渡（）して段々（）遠󠄁（）くなつて紙上の論說（）なども石河幹明󠄁北川禮弼堀江歸一などが專（）ら執筆（）して私は時々（）立案（）して其出來た文󠄁章（）を見て一寸々々（）加筆（）する位（）にして居ます

### 『福翁百話』の掲載時期
『福翁百話』の掲載時期は以下のようになる。最初は週に2、3回のペースで掲載されていたが、第60話以降は毎週日曜日の週1回のペースになった。
| 番号       | 題名                                   | 掲載日                           |
| ---------- | -------------------------------------- | -------------------------------- |
| （〇）     | 緒言                                   | 1896年（明治29年）2月25日（火）  |
| （一）     | 宇宙                                   | 1896年（明治29年）3月1日（日）   |
| （二）     | 天工                                   | 1896年（明治29年）3月4日（水）   |
| （三）     | 天道人に可なり                         | 1896年（明治29年）3月6日（金）   |
| （四）     | 前途の望                               | 1896年（明治29年）3月13日（金）  |
| （五）     | 因果応報                               | 1896年（明治29年）3月18日（水）  |
| （六）     | 謝恩の一念発起す可きや否や             | 1896年（明治29年）3月20日（金）  |
| （七）     | 人間の安心                             | 1896年（明治29年）3月25日（水）  |
| （八）     | 善悪の標準は人の好悪に由て定まる       | 1896年（明治29年）3月27日（金）  |
| （九）     | 善は易くして悪は難し                   | 1896年（明治29年）3月29日（日）  |
| （十）     | 人間の心は広大無辺なり                 | 1896年（明治29年）4月1日（水）   |
| （十一）   | 善心は美を愛するの情に出ず             | 1896年（明治29年）4月3日（金）   |
| （十二）   | 恵与は人の為めに非ず                   | 1896年（明治29年）4月7日（火）   |
| （十三）   | 事物を軽く視て始めて活溌なるを得べし   | 1896年（明治29年）4月10日（金）  |
| （十四）   | 至善を想像して之に達せんことを勉む     | 1896年（明治29年）4月12日（日）  |
| （十五）   | 霊怪必ずしも咎るに足らず               | 1896年（明治29年）4月16日（木）  |
| （十六）   | 士流学者亦淫惑を免かれず               | 1896年（明治29年）4月19日（日）  |
| （十七）   | 造化と争う                             | 1896年（明治29年）4月22日（水）  |
| （十八）   | 人間社会自から義務あり                 | 1896年（明治29年）4月24日（金）  |
| （十九）   | 一言一行等閑にす可らず                 | 1896年（明治29年）4月26日（日）  |
| （二十）   | 一夫一婦偕老同穴                       | 1896年（明治29年）4月30日（木）  |
| （二十一） | 配偶の選択                             | 1896年（明治29年）5月3日（日）   |
| （二十二） | 家族団欒                               | 1896年（明治29年）5月6日（水）   |
| （二十三） | 苦楽の交易                             | 1896年（明治29年）5月8日（金）   |
| （二十四） | 夫婦の間敬意なかる可らず               | 1896年（明治29年）5月10日（日）  |
| （二十五） | 国光一点の曇り                         | 1896年（明治29年）5月15日（金）  |
| （二十六） | 子に対して多を求むる勿れ               | 1896年（明治29年）5月17日（日）  |
| （二十七） | 子として家産に依頼す可らず             | 1896年（明治29年）5月21日（木）  |
| （二十八） | 衣食足りて尚お足らず                   | 1896年（明治29年）5月24日（日）  |
| （二十九） | 成年に達すれば独立すべし               | 1896年（明治29年）5月28日（木）  |
| （三十）   | 世話の字の義を誤る勿れ                 | 1896年（明治29年）5月31日（日）  |
| （三十一） | 身体の発育こそ大切なれ                 | 1896年（明治29年）6月4日（木）   |
| （三十二） | 人事に学問の思想を要す                 | 1896年（明治29年）6月7日（日）   |
| （三十三） | 実学の必要                             | 1896年（明治29年）6月10日（水）  |
| （三十四） | 半信半疑は不可なり                     | 1896年（明治29年）6月12日（金）  |
| （三十五） | 女子教育と女権                         | 1896年（明治29年）6月14日（日）  |
| （三十六） | 男尊女卑の弊は専ら外形に在る者多し     | 1896年（明治29年）6月18日（木）  |
| （三十七） | 止むことなくんば他人に託す             | 1896年（明治29年）6月21日（日）  |
| （三十八） | 子弟の教育費に吝なり                   | 1896年（明治29年）6月26日（金）  |
| （三十九） | 人生の遺伝を視察すべし                 | 1896年（明治29年）6月28日（日）  |
| （四十）   | 子供の品格を高くすべし                 | 1896年（明治29年）7月1日（水）   |
| （四十一） | 独立の法                               | 1896年（明治29年）7月3日（金）   |
| （四十二） | 慈善は人の不幸を救うに在るのみ         | 1896年（明治29年）7月5日（日）   |
| （四十三） | 慈善に二様の別あり                     | 1896年（明治29年）7月9日（木）   |
| （四十四） | 婦人の再婚                             | 1896年（明治29年）7月12日（日）  |
| （四十五） | 情慾は到底制止す可らず                 | 1896年（明治29年）7月16日（木）  |
| （四十六） | 早婚必ずしも害あるに非ず               | 1896年（明治29年）7月19日（日）  |
| （四十七） | 女性の愛情                             | 1896年（明治29年）7月23日（木）  |
| （四十八） | 人事に裏面を忘る可らず                 | 1896年（明治29年）7月26日（日）  |
| （四十九） | 事業に信用の必要                       | 1896年（明治29年）7月30日（木）  |
| （五十）   | 人間の運不運                           | 1896年（明治29年）8月2日（日）   |
| （五十一） | 処世の勇気                             | 1896年（明治29年）8月6日（木）   |
| （五十二） | 独立は吾れに在て存す                   | 1896年（明治29年）8月9日（日）   |
| （五十三） | 熱心は深く蔵むべし                     | 1896年（明治29年）8月13日（木）  |
| （五十四） | 嘉言善行の説                           | 1896年（明治29年）8月16日（日）  |
| （五十五） | 人を善く視ると悪しく視ると             | 1896年（明治29年）8月20日（木）  |
| （五十六） | 智恵は小出しにすべし                   | 1896年（明治29年）8月23日（日）  |
| （五十七） | 細々謹慎すべし                         | 1896年（明治29年）8月27日（木）  |
| （五十八） | 交際も亦小出しにすべし                 | 1896年（明治29年）8月30日（日）  |
| （五十九） | 察々の明は交際の法にあらず             | 1896年（明治29年）9月3日（木）   |
| （六十）   | 智愚強弱の異なるは親愛の本なり         | 1896年（明治29年）9月6日（日）   |
| （六十一） | 不行届も亦愛嬌の一端なり               | 1896年（明治29年）9月13日（日）  |
| （六十二） | 国は唯前進すべきのみ                   | 1896年（明治29年）9月20日（日）  |
| （六十三） | 空想は実行の原素なり                   | 1896年（明治29年）9月27日（日）  |
| （六十四） | 言論尚お自由ならざるものあり           | 1896年（明治29年）10月4日（日）  |
| （六十五） | 富豪の経営は自から立国の必要なり       | 1896年（明治29年）10月11日（日） |
| （六十六） | 富豪の永続                             | 1896年（明治29年）10月18日（日） |
| （六十七） | 人間の三種三等                         | 1896年（明治29年）10月25日（日） |
| （六十八） | 富者安心の点                           | 1896年（明治29年）11月1日（日）  |
| （六十九） | 人心転変の機会                         | 1896年（明治29年）11月8日（日）  |
| （七十）   | 高尚の理は卑近の所に在り               | 1896年（明治29年）11月15日（日） |
| （七十一） | 教育の力は唯人の天賦を発達せしむるのみ | 1896年（明治29年）11月22日（日） |
| （七十二） | 教育の功徳は子孫に及ぶべし             | 1896年（明治29年）11月29日（日） |
| （七十三） | 教育の過度恐るゝに足らず               | 1896年（明治29年）12月6日（日）  |
| （七十四） | 教育の価必ずしも高からず               | 1896年（明治29年）12月13日（日） |
| （七十五） | 富者必ずしも快楽多からず               | 1896年（明治29年）12月20日（日） |
| （七十六） | 国民の私産は即ち国財なり               | 1897年（明治30年）1月3日（日）   |
| （七十七） | 子孫身体の永続を如何せん               | 1897年（明治30年）1月17日（日）  |
| （七十八） | 生理学の大事                           | 1897年（明治30年）1月24日（日）  |
| （七十九） | 無学の不幸                             | 1897年（明治30年）1月31日（日）  |
| （八十）   | 謹んで医師の命に従うべし               | 1897年（明治30年）2月7日（日）   |
| （八十一） | 空気は飲食よりも大切なり               | 1897年（明治30年）2月14日（日）  |
| （八十二） | 形体と精神との関係                     | 1897年（明治30年）2月28日（日）  |
| （八十三） | 有形界の改進                           | 1897年（明治30年）3月7日（日）   |
| （八十四） | 改革すべきもの甚だ多し                 | 1897年（明治30年）3月14日（日）  |
| （八十五） | 人種改良                               | 1897年（明治30年）3月21日（日）  |
| （八十六） | 世は澆季ならず                         | 1897年（明治30年）3月28日（日）  |
| （八十七） | 正直は田舎漢の特性に非ず               | 1897年（明治30年）4月4日（日）   |
| （八十八） | 古人必ずしも絶倫ならず                 | 1897年（明治30年）4月11日（日）  |
| （八十九） | 古物の真相                             | 1897年（明治30年）4月18日（日）  |
| （九十）   | 偏狂の事                               | 1897年（明治30年）4月25日（日）  |
| （九十一） | 人事難しと覚悟すべし                   | 1897年（明治30年）5月2日（日）   |
| （九十二） | 銭の外に名誉あり                       | 1897年（明治30年）5月9日（日）   |
| （九十三） | 政府は国民の公心を代表するものなり     | 1897年（明治30年）5月16日（日）  |
| （九十四） | 政論                                   | 1897年（明治30年）5月23日（日）  |
| （九十五） | 自得自省                               | 1897年（明治30年）5月30日（日）  |
| （九十六） | 史論                                   | 1897年（明治30年）6月6日（日）   |
| （九十七） | 鯱立は芸に非ず                         | 1897年（明治30年）6月13日（日）  |
| （九十八） | 大人の人見知り                         | 1897年（明治30年）6月20日（日）  |
| （九十九） | 人生名誉の権利                         | 1897年（明治30年）6月27日（日）  |
| （百）     | 人事に絶対の美なし                     | 1897年（明治30年）7月4日（日）   |

## 『福翁百余話』の執筆時期
『福翁百余話』の執筆時期に関しては福澤の自筆草稿に日付が記されているので以下のように判明している。
| 番号     | 題名                                 | 執筆日                          | 掲載日                           |
| -------- | ------------------------------------ | ------------------------------- | -------------------------------- |
| （一）   | 人生の独立                           | 1897年（明治30年）3月9日（火）  | 1897年（明治30年）9月1日（水）   |
| （二）   | 博識は雅俗共に博識なるべし           | 1897年（明治30年）3月11日（木） | 1897年（明治30年）9月12日（日）  |
| （三）   | 独立は独り財産のみに依る可らず       | 1897年（明治30年）3月25日（木） | 1897年（明治30年）9月19日（日）  |
| （四）   | 金と自身と孰れか大事                 | 1897年（明治30年）3月30日（火） | 1897年（明治30年）9月26日（日）  |
| （五）   | 独立の根気                           | 1897年（明治30年）3月31日（水） | 1897年（明治30年）10月3日（日）  |
| （六）   | 独立者の用心                         | 1897年（明治30年）4月6日（金）  | 1897年（明治30年）10月10日（日） |
| （七）   | 文明の家庭は親友の集合なり           | 1897年（明治30年）4月10日（土） | 1897年（明治30年）10月17日（日） |
| （八）   | 智徳の独立                           | 記入なし                        | 1897年（明治30年）10月24日（日） |
| （九）   | 独立の忠                             | 1897年（明治30年）5月12日（水） | 1897年（明治30年）10月31日（日） |
| （十）   | 独立の孝                             | 1897年（明治30年）5月14日（金） | 1897年（明治30年）12月5日（日）  |
| （十一） | 立国                                 | 1897年（明治30年）5月26日（水） | 1897年（明治30年）12月12日（日） |
| （十二） | 思想の中庸                           | 記入なし                        | 1897年（明治30年）12月19日（日） |
| （十三） | 人に交るの法易からず                 | 1897年（明治30年）5月28日（金） | 1897年（明治30年）12月26日（日） |
| （十四） | 名誉                                 | 1897年（明治30年）6月22日（火） | 1898年（明治31年）1月1日（土）   |
| （十五） | 禍福の発動機                         | 1897年（明治30年）5月31日（月） | 1900年（明治33年）1月1日（月）   |
| （十六） | 貧書生の苦界                         | 記入なし                        | 1900年（明治33年）1月11日（木）  |
| （十七） | 物理学                               | 1897年（明治30年）5月31日（月） | 1900年（明治33年）1月21日（日）  |
| （十八） | 貧富苦楽の巡環                       | 1897年（明治30年）6月30日（水） | 1900年（明治33年）2月1日（木）   |
| （十九） | 大節に臨んでは親子夫婦も会釈に及ばず | 1897年（明治30年）7月13日（火） | 1900年（明治33年）2月11日（日）  |

## 削除された話
1941年（昭和16年）に改造文庫から出版された『福翁百話・百余話』では幾つかの話が削除されている。校訂者の富田正文は校訂後記で
今度本文󠄁庫に收めるに當つては、時勢の變遷󠄃により今日に於てはやゝ適󠄁切ならずと思はれる數篇を削󠄁り『福󠄁翁󠄂百話・百餘話』と名づけたが、削󠄁除に就ての責は總て校󠄁訂者󠄁の負󠄂ふところである。
と記している。『福翁百話』の中で、
1. 「天道人に可なり（三）」
2. 「士流学者亦淫惑を免かれず（十六）」
3. 「政府は国民の公心を代表するものなり（九十三）」
4. 「政論（九十四）」
5. 「史論（九十六）」
6. 「人事に絶対の美なし（百）」

の計6話、『福翁百余話』の中で、
1. 「独立の忠（九）」
2. 「独立の孝（十）」
3. 「立国（十一）」

の計3話が削除されている。『福翁百話』から削除されたのは服部 (2003, pp. 360–361)では計5話と記されているが実際は計6話である。また、富田は
それから本書は最初新聞に發表された關係上、大半󠄁の漢󠄁字に振假名が施されてあるが、本文󠄁庫版では大部分󠄁これを省略した。又先生の文󠄁章には句讀點を施さないのが原則で、特殊な場合に限り稀にこれを見ることがある程󠄁度に過󠄁ぎないのであるが、本文󠄁庫版では、現今の讀者󠄁の便󠄁宜を思ひ全󠄁部に亙り校󠄁訂者󠄁の責任に於て新に句讀點を施した。
と記している。

## 単行本
- 『福翁百話』（並装版）時事新報社、1897年7月20日。NDLJP:1082748。 - 並装版、定価35銭[注釈 6]。
- 『福翁百話』（上装版）時事新報社、1897年7月20日。NDLJP:781922。 - 上装版、定価1円[注釈 7]。
- 『福翁百餘話』（小冊子版）時事新報社、1901年4月25日。 - 小冊子版、定価15銭[注釈 8]。
- 『福翁百話・福翁百餘話　合本』時事新報社、1902年6月25日。NDLJP:781923。 - 合本版、定価1円20銭[注釈 9]。
- 『ポッケット福翁百話（附　福翁百餘話）』（袖珍本版）時事新報社、1909年10月22日。NDLJP:758314。 - 合本版、定価1円[注釈 10]。
- 石河幹明 編『福澤全集』 第7巻、國民図書、1926年2月20日。NDLJP:1912712。 - 注釈：大正版『福澤全集』の第7巻に収録[注釈 11]。
- 『福翁百話・百餘話』富田正文 校訂、改造社〈改造文庫〉、1941年8月4日。NDLJP:1039652。 - 改造文庫　第一部　第二百三十五篇、定価60銭[注釈 12]。
- 『福翁百話』昆野和七 校訂、創元社〈創元文庫 A 第42〉、1951年12月15日。NDLJP:2935453。
- 『福澤諭吉選集』 第7卷、家永三郎 解題、岩波書店、1952年3月10日。NDLJP:2941591。 - 注釈：旧版『福澤諭吉選集』の第7卷に収録。
- 『福翁百話』昆野和七 校訂（改版）、角川書店〈角川文庫 956〉、1968年（原著1954年）。NDLJP:2935453 NDLJP:2935777。
- 富田正文、土橋俊一 編『福澤諭吉全集』 第6巻（再版）、岩波書店、1970年3月13日（原著1959年10月1日）。NDLJP:2941646。 - 注釈：現行版『福澤諭吉全集』の第6巻に収録。
- 『福翁百話』金園社、1968年。NDLJP:2935778。
- 『福翁百話・福翁百余話』ダイヤモンド社〈明治経営名著集完全復刻版〉、1978年1月。NDLJP:11956041。
- 『福沢諭吉選集』 第11巻、富田正文 後記、岩波書店、1981年7月27日。ISBN 978-4-00-100681-0。 - 注釈：新版『福沢諭吉選集』の第11巻に収録。
- 『福澤諭吉著作集〈第11巻〉福翁百話』服部禮次郎 編・解説、慶應義塾大学出版会、2003年1月15日。ISBN 978-4-7664-0887-4。 - 注釈：「福翁百話」と「福翁百余話」の全話を新字新仮名で収録。
- 『福翁百話』服部禮次郎 編・解説、慶應義塾大学出版会、2009年6月。ISBN 978-4-7664-1625-1。 - 注釈：福澤 (2003)の改版。

## 現代語訳
- 『福翁百話――高く評価される人の行動ルール』岩松研吉郎 訳、三笠書房、2002年11月。ISBN 4-8379-1986-3。
『福翁百話』から44話、『福翁百余話』から13話を選んで現代語訳したもの。
- 『福沢諭吉「強い日本人」をつくる言葉 名著『福翁百話』から』岩松研吉郎 訳、三笠書房〈知的生きかた文庫 い65-1〉、2011年6月。ISBN 978-4-8379-7950-0。
『福翁百話』から45話、『福翁百余話』から4話を選んで現代語訳したもの。福沢 & 岩松 (2002)を再編集して改題したもの。
- 『福翁百話 現代語訳』佐藤きむ 訳、角川学芸出版、2010年9月。ISBN 978-4-04-307305-4。
『福翁百話』の現代語訳。『福翁百余話』は未収録。平山洋が解説を付している。
- 『福翁百話 現代語訳 明日へのともし火』中村欣博 現代語訳、金園社、2011年6月。ISBN 978-4-321-61501-3。
- 『福翁百話』福沢武 監修、日本経営合理化協会出版局、2001年2月。ISBN 4-89101-017-7。
『福翁百話』から86話、『福翁百余話』から14話を選んで現代語訳したもの。